# موناستيراكي

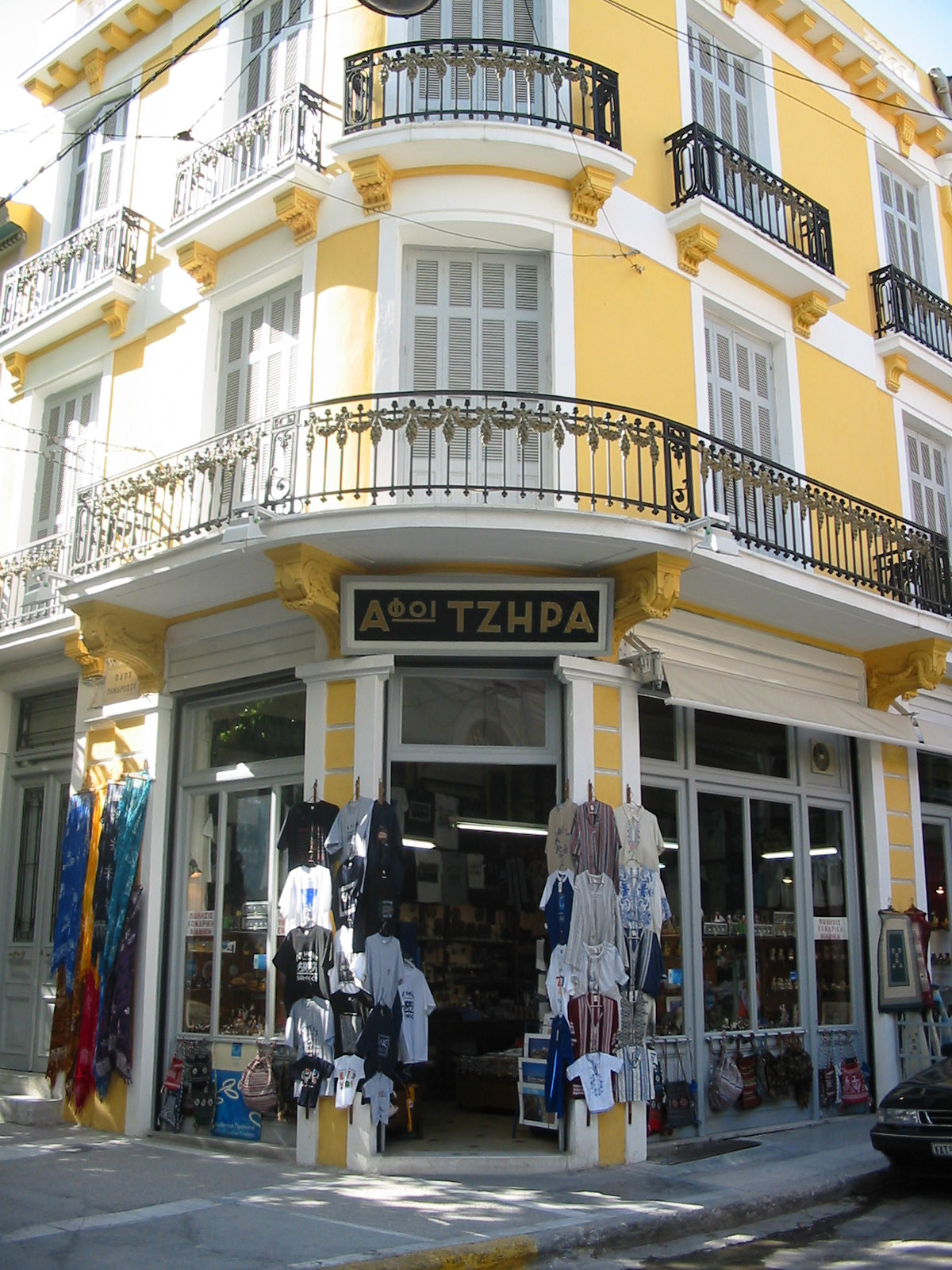
متجر للهدايا التذكارية في شارع باندروسّو.

موناستيراكي (باليونانية: Μοναστηράκι، وتعنى حرفياً الدير الصغير) هو حي "لأسواق الخردة" في بلدة أثينا القديمة،اليونان، وهو واحد من مناطق التسوق الرئيسية في اثينا. والمنطقة هي محل للعديد من محلات الملابس، ومحلات بيع التذكارات، والمتاجر المتخصصة، ونقطة جذب سياحية رئيسية في أثينا وأتيكا للتسوق المعتمد على المساومة. وتكتسب المنطقة اسمها من ميدان موناستيراكي، وهذا بدوره يرجع اسمة لدير كنيسة بانتاناسا الموجودة داخل الميدان. الشوارع الرئيسية في هذة المنطقة هي شارع باندروسّو وشارع أدريانو.

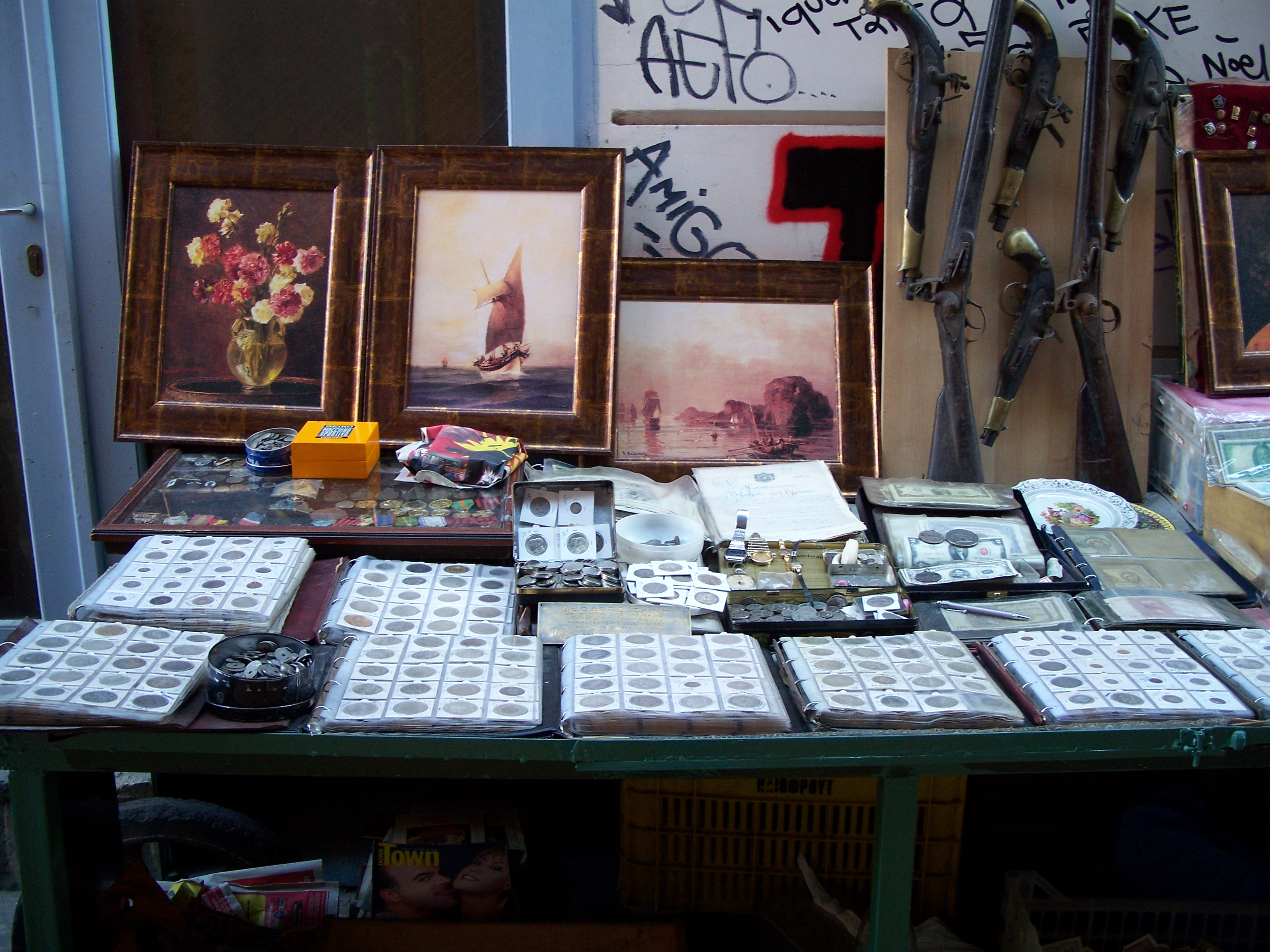
كشك يتعامل في العملات لهواة تجميعها. يمكن العثور على أكشاك مماثلة في جميع أنحاء موناستيراكي.

محطة مترو موناستيراكي، والتي تقع في الميدان، تخدم كلا الخطين 1 و3 من شبكة مترو أثينا.

## معرض صور

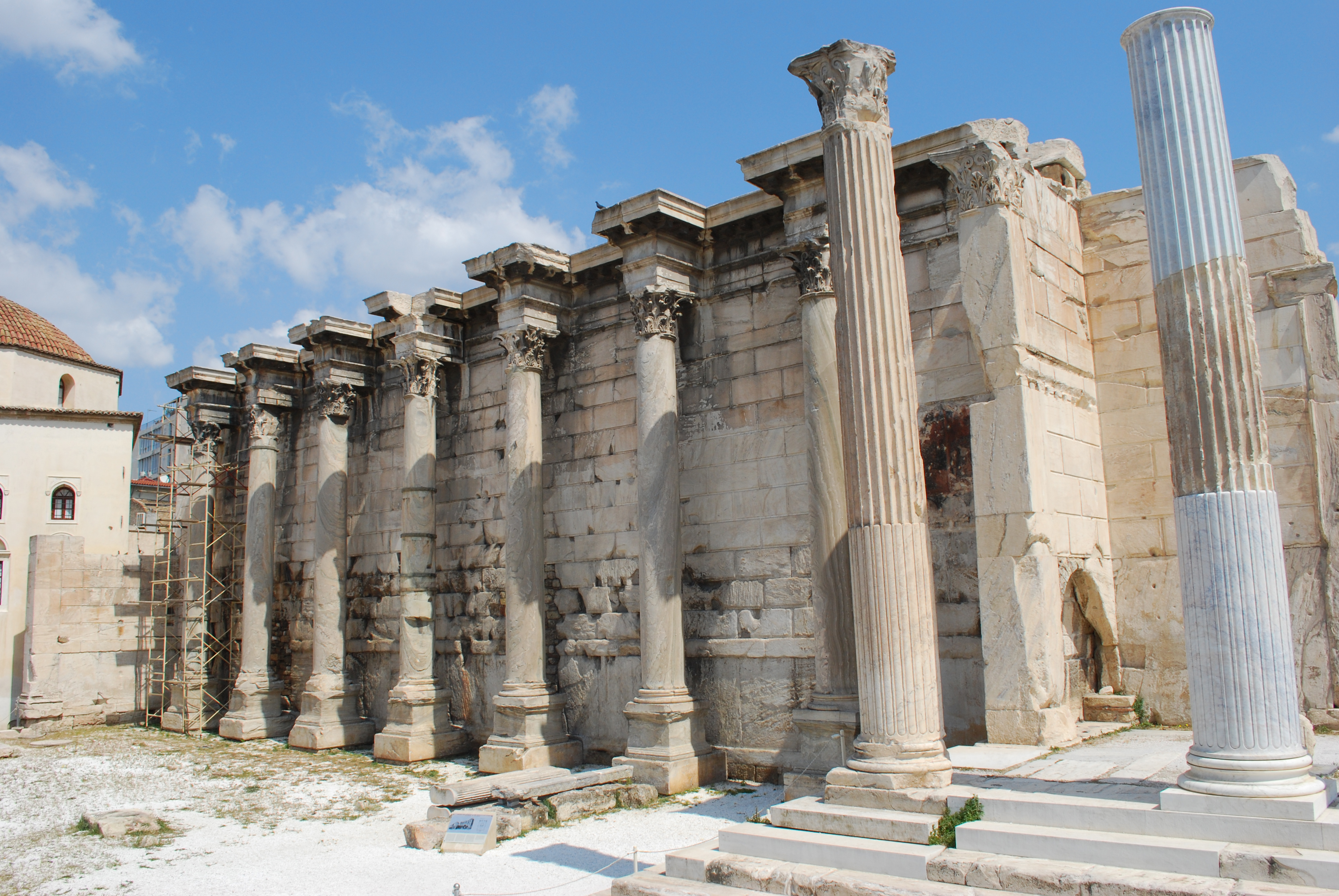
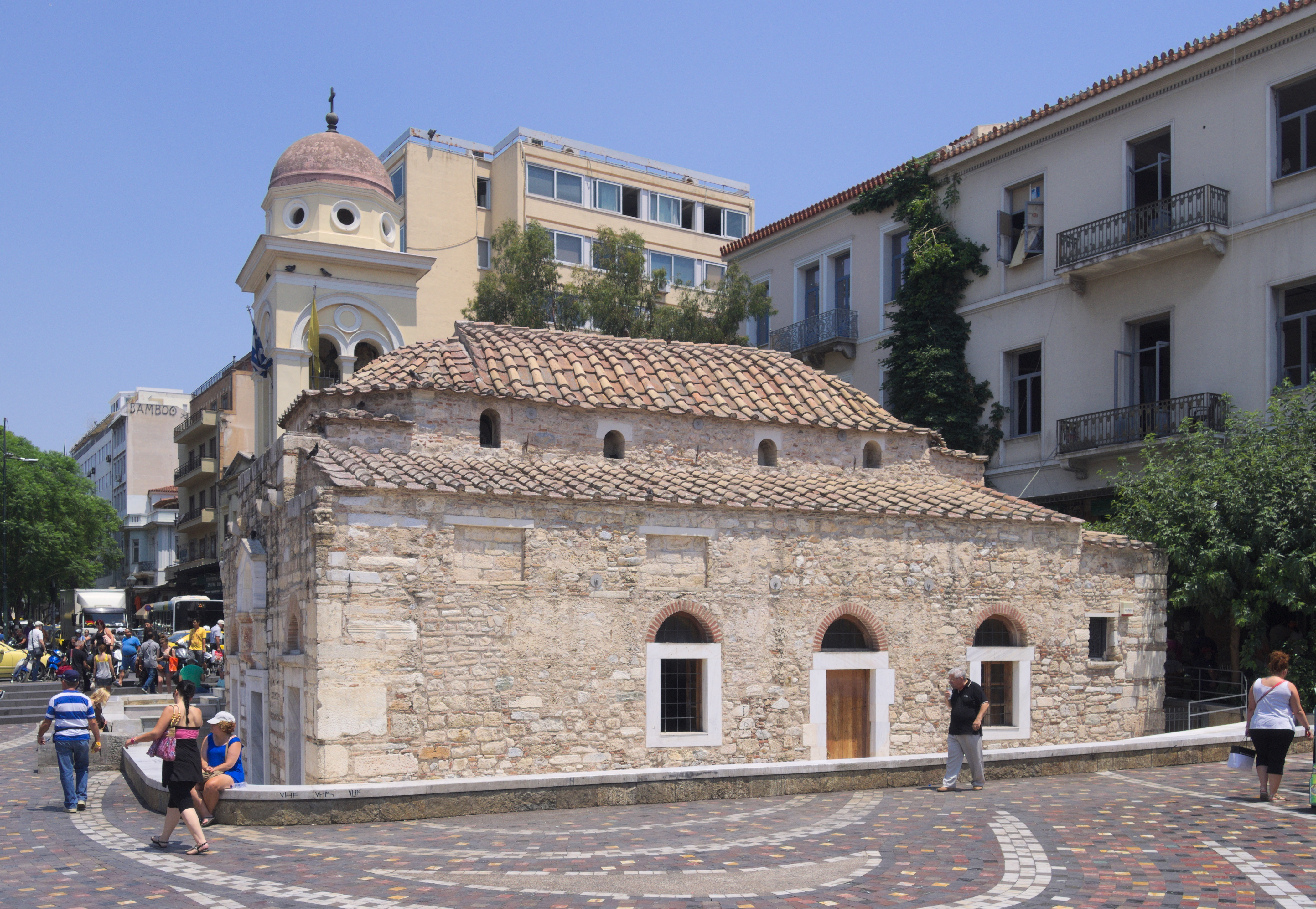
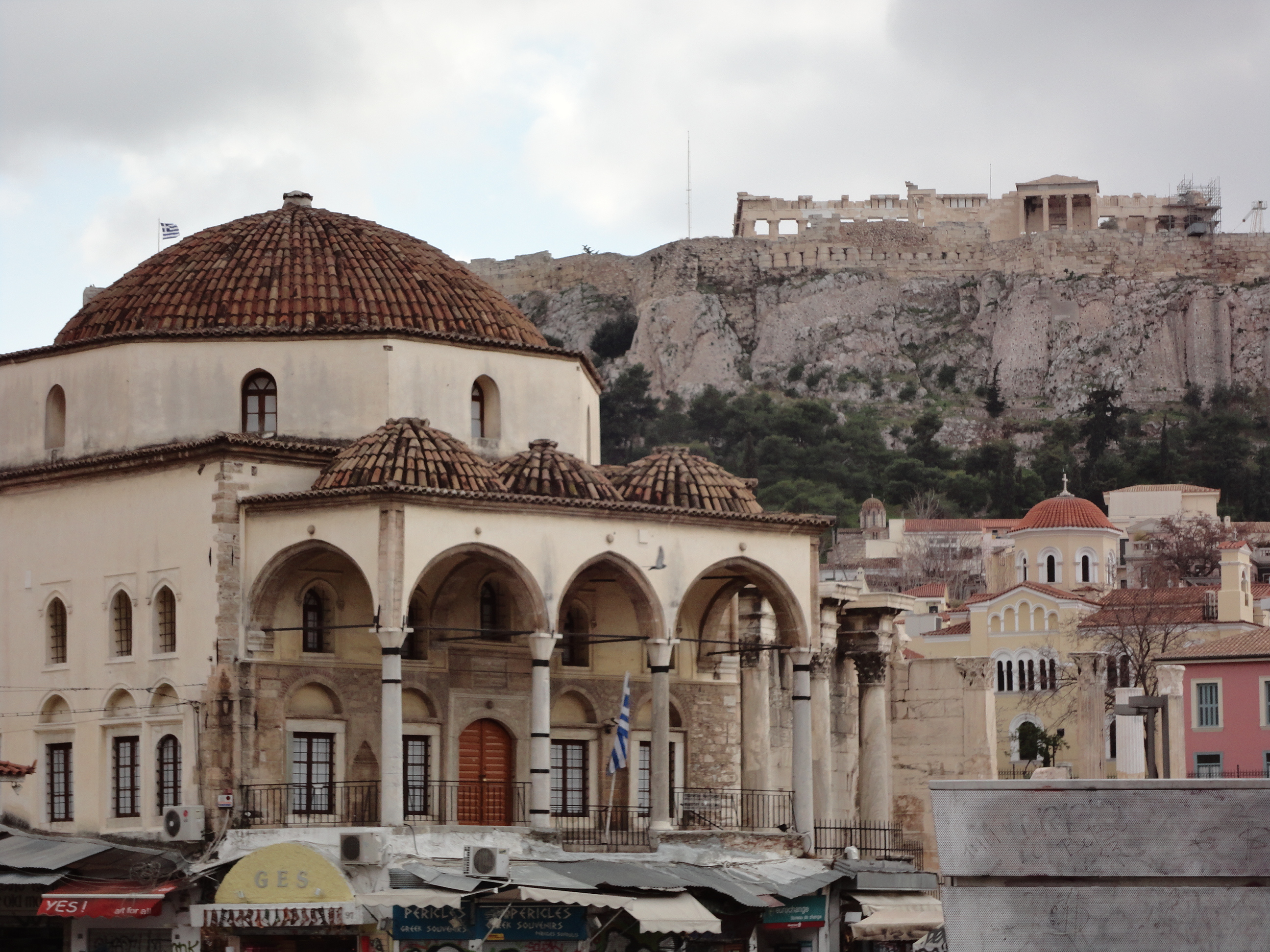

## وصلات خارجية
- البوم صور موناستيراكي (بالإنجليزية)